# Estación Napaleofú
Napaleofú es una estación ferroviaria, ubicada en el Partido de Balcarce, en la Provincia de Buenos Aires, Argentina.

## Servicios
Es una pequeña estación del ramal perteneciente al Ferrocarril General Roca, desde la Tandil hasta la estación Lobería.
No presta servicios de pasajeros. 